# Sandao
Sandao ("三嶋" en caracteres chinos, que también se conocía como Sanyu, 三嶼), fue una nación filipina prehispánica registrada en los anales chinos como una nación que ocupaba las islas de Jamayan 加麻延 (actual Calamianes), Balaoyou 巴姥酉 (actual Palawan) y Pulihuan 蒲裏喚 (cerca de la actual Manila). En el diccionario geográfico chino Zhufan zhi 諸蕃志 (1225), fue descrito como un estado vasallo de la nación más poderosa de Ma-i centrada en la cercana Mindoro.
Los anales describieron a Sandao como así:

Las Tres Islas son estados vasallos de Mayi (Mindoro o Bahía). Se llaman Jiamayan (Calamian), Balaoyou (Palawan) y Bajinong (posiblemente Busuanga). Cada uno tiene sus propios pueblos que viven dispersos entre las islas. Cuando llegan los barcos mercantes, salen a comerciar. Se les llama colectivamente las Tres Islas.

Sus costumbres son esencialmente las mismas que las de Mayi. Cada asentamiento incluye alrededor de mil familias. El terreno es muy montañoso, con una cadena tras otra de acantilados empinados como paredes. La gente local vive en terrenos altos e inaccesibles por seguridad, construyendo casas con juncos. No hay agua en las montañas, por lo que las mujeres equilibran dos o tres cántaros apilados sobre sus cabezas para sacar agua de los ríos. Cuando vuelven a subir a las montañas [con sus cántaros llenos], caminan tan seguros como si estuvieran en terreno llano.
En los remotos valles de estas islas, vive otra clase de gente llamada Haidan (Aeta). Son pequeños de estatura, con ojos amarillos redondos, pelo rizado y dientes prominentes. Viven en nidos en las copas de los árboles. A veces forman bandas de tres a cinco y esperan en una emboscada en la maleza para disparar flechas a las personas que pasan. Muchas personas han sido asesinadas por ellos. Pero si les arrojan un cuenco de porcelana, se agacharán, lo recogerán y saldrán corriendo, saltando y gritando de alegría.
Siempre que los comerciantes extranjeros llegan a un asentamiento, no se atreven a bajar a tierra inmediatamente. En cambio, levan anclas en medio de la corriente y tocan tambores para atraer a los lugareños. Comerciantes bárbaros que corren hacia el barco en pequeñas canoas, trayendo consigo ceiba, cera de abejas, tela nativa y esteras de fibra de coco para comerciar con los comerciantes extranjeros.
Si no pueden ponerse de acuerdo en un precio, entonces el jefe de los comerciantes viene a negociar. Los comerciantes extranjeros le regalan sombrillas de seda, vasijas de porcelana y cestas de mimbre. Uno o dos hombres locales permanecen en el barco como rehenes, mientras que los comerciantes extranjeros desembarcan para comerciar. Una vez concluido el intercambio, se entregan los rehenes. Cada barco mercante solo se detiene durante tres o cuatro días antes de trasladarse a otro asentamiento. Los bárbaros viven a lo largo de las costas de las Tres Islas y cada asentamiento es independiente de los demás.
Sus montañas (o islas) corren en dirección noreste, y cuando sopla el viento del suroeste, grandes olas se estrellan contra las montañas (o islas). Los rompeolas ruedan tan rápido que los barcos no pueden anclar allí de forma segura. Por esa razón, los comerciantes que vienen a comerciar en las Tres Islas generalmente (shuai 率) se preparan para hacer su viaje de regreso en el cuarto o quinto mes lunar.

Cuando comercian en este país, los comerciantes usan artículos de porcelana, damasco negro, seda teñida con resistencia, cuentas "quemadas" de cinco colores, pesas de red de plomo y estaño refinado.
~Zhufan zhi 諸蕃志 (1225)

Sandao siguió siendo un estado vasallo de Ma-i hasta que sus territorios fueron invadidos por el Sultanatos de Sulu y Brunéi.